# Феофил (Надеждин)
Епи́скоп Феофи́л (в миру Федор (Феодор) Ива́нович Наде́ждин; около 1808, Данков, Рязанская губерния — 31 декабря 1865  [12 января 1866]) — епископ Русской православной церкви, епископ Самарский и Ставропольский.

## Биография
Родился в семье дьячка Пушкарской слободы города Данкова Рязанской губернии.
Окончил Рязанскую духовную семинарию (1824—1829) и Санкт-Петербургскую духовную академию (1833). Во время обучения в академии, 19 ноября 1831 года, принял монашество; 29 ноября рукоположён во иеродиакона; 29 июля 1833 года — во иеромонаха.
По окончании академии со степенью магистра богословия, 6 октября 1833 года, назначен инспектором и учителем Волынской духовной семинарии. С 16 января 1834 года по 11 ноября 1835 года исполнял обязанности смотрителя Острожских духовных училищ.
В 1838 году определён соборным иеромонахом Александро-Невской лавры; 19 февраля 1840 года возведён в сан архимандрита.
В 1841 году назначен ректором Полтавской духовной семинарии; 3 апреля 1850 года — ректором Курской духовной семинарии и назначен настоятелем Рыльского Николаевского монастыря. В конце 1850 года находился в Санкт-Петербурге на чреде священнослужения и проповеди.
В 1851 году определён ректором Нижегородской духовной семинарии и настоятелем сначала Печерского Вознесенского, а с 1855 года —Нижегородского Благовещенского монастыря.
На всех местах служения был членом консистории и цензором проповедей. Принимал близкое и сердечное участие в нравственном и материальном состоянии вверенных ему духовно-учебных заведений.
Был назначен 8 декабря 1856 года и хиротонисан 13 января 1857 года во епископа Самарского и Ставропольского. При нём начали действовать самарская духовная семинария (9 сентября 1858 года) и училище для девиц духовного звания. Были сооружены церкви Покровская, Воскресенская, Петропавловская и Всех Святых. Кроме того, с 4 октября 1858 года ему поручалось временное управление Симбирской епархией, а с 15 октября 1863 года — Саратовской епархией.